# Tintin på svenska
Serierna om Tintin har publicerats på svenska ett flertal gånger.

## Första albumpubliceringen
Tintins äventyr publicerades för första gången som album i svensk översättning av Per Kellberg 1960-1962, men bara fyra stycken:
- Kung Ottokars spira
- Den mystiska stjärnan
- Enhörningens hemlighet
- Rackham den rödes skatt

Dessa upplagor är kända för en långtgående försvenskning. Slottet Moulinsart blev Hökeborg, och kapten Haddock fick dricka kalasmust i stället för whisky.

## Illustrationsförlagets publicering
Därpå åtog sig Illustrationsförlaget, senare Carlsen/If och Carlsen Comics, att ge ut serien, inklusive nyöversättningar av de tidigare utgivna albumen. För översättningarna stod Karin och Allan B. Janzon, och de gjordes under åren 1968-1977. 
Numreringen av albumen följer inte originalens kronologi. Tintin och kapten Haddock träffas första gången i nummer 17, Krabban med guldklorna, men är redan goda vänner i nummer 1, Den mystiska stjärnan. Dessutom intas plats 20 av Tintin och Hajsjön, som normalt inte räknas in i serien eftersom det är en fristående produkt.
Namn på personer har ibland försvenskats och ibland inte. Tryphon Tournesol har blivit Karl Kalkyl, Madame Pirotte har blivit Fru Hjälpkvist, medan Dupont och Dupond fått behålla sina namn. Även piloten Piotr Szut har fått behålla sitt namn, vilket gör kapten Haddocks upprördhet helt obegriplig när Szut presenterar sig. 
I de fall någon talat annat språk än franska har det för det mesta behållits i översättningen, men undantag finns: i Kung Ottokars spira har det borduriska "Amaïh" översatts till "Frihetlig hälsning", men inte översatts i Det hemliga vapnet. I Solens tempel har många spanska ord och en hel spansk dialog översatts till svenska.
Märkliga felöversättningar och utelämnanden förekommer. Många läsare torde ha förundrat sig i början av Den mystiska stjärnan när Tintin släpper vad som förefaller vara en tegelsten i vattnet framför Milou, för att demonstrera den meteorit som träffat jorden. Han påstår då att "den flyter upp till ytan", hur nu det skulle gå till. I originaltexten lägger sig meteoriten på havsbotten men sticker upp ovan havsytan. I Det hemliga vapnet förekommer Plekszy-Gladz mustascher i alla möjliga designsammanhang. Detta faktum går den svenske läsaren miste om, då "mustascher" översatts till "skägg" överallt, utom, på ett ställe där det, av någon anledning, står "mustascher".
I Plan 714 till Sydney ramlar kapten Haddock ner i ett hål, och landar på "något hårt och glatt". Mer får vi inte veta, men i originaltexten säger han att han landade på en stenhäll. När de senare tagit sig in i det underjordiska templet säger Tintin att det nog var dess tak som kaptenen landade på, men det finns inte med i översättningen. Senare klagar Serafim Svensson framför sin TV att det inte blir någon sport i kväll, som vanligt. I originalet säger han något helt annat, han klagar på det slöseri som det innebär att skicka ett TV-team till andra sidan jorden för att intervjua återfunna personer (Tintin och hans vänner).
Förenklingar i översättningarna finns det gott om, textrutorna är ofta mycket mer välfyllda i originalutgåvan. I Solens tempel talar Tintin om hur Inkas ska sätta eld på bålet som väntar dem, att de kan använda konkava speglar som Arkimedes gjorde mot fienden vid Syrakusa. Varken Arkimedes eller Syrakusa får vara med i översättningen. I samma bok kallar Haddock en närgången myrslok för "Cyrano à quatre pattes", fyrbente Cyrano, men i översättningen blir det "fyrbenta långnosing". I Tintin hos gerillan har originalets Mussolini de carnaval, karnevals-Mussolini, blivit en anonym "karnevalsdiktator". 
Kapten Haddock framstår som en mer bildad person i originalet. Till exempel blir "Cro-magnon" och "anthropopithèque" det simplare "grottmänniska" i översättningen, och "anthropophage" blir människoätare. Andra begrepp som utgått är Vercingetorix, Balkan, Himalaya och Karpaterna. Hans vanligaste kraftuttryck, "Tonnerre de Brest" (dunder i Brest) och "Mille sabords" (tusen kanonportar), av vilka åtminstone det senare har en klar marin prägel, är översätta till varianter av "anfäkta, anamma och regera", vilka helt saknar marin anknytning.
En lustig detalj är de små antydningarna till varifrån Tintin kommer. I Kung Ottokars spira frågar han om någon förstår svenska, vilket skulle antyda att översättarna ville sätta Sverige som Tintins hemland. Däremot svarar Tintin "Från Bryssel, hurså?" på den överraskade pilotens utrop "Var kom hunden ifrån?", något som skulle antyda att åtminstone Milou är från Belgien (varifrån Tintin egentligen kommer).

## Översättningen 2004-2005
Den senaste översättningen, av Björn Wahlberg från 2004-2005 och skedde i samband med 75-årsjubileet 2004, då man påbörjade en nyutgivning av samtliga Tintinalbum. Den ligger närmare Hergés franska originaltext och rättar översättningsfel, även om Wahlberg avstått från att ändra vissa inarbetade begrepp från de tidigare översättningarna. Professor Kalkyl heter fortfarande Kalkyl, efter Per Kellbergs översättning. Och Serafim Svensson heter fortfarande så efter Janzons översättning. Kapten Haddock har fått behålla sina mest klassiska kraftuttryck som "bomber och granater" och "anfäkta och anamma", men har även fått många nya kraftuttryck som "malliga mollusker" och "ektoplasma".
Wahlberg vinnlade sig om att inte stryka eller förkorta Hergés text. Han översatte även samtliga 24 Tintinalbum i kronologisk ordning och lade till flera förklarande noter. Dessutom har han översatt samtliga Hergés fantasispråk (som syldaviska, borduriska och Arumbayaspråket), och den svenska utgåvan är den enda Tintinutgåvan i världen som innehåller denna information. Wahlberg skrev även ett unikt förord till vart och ett av Tintinalbumen, som sätter in albumet i dess historiska och kulturella sammanhang.
Varje album har fått en inledande sida med text där Wahlberg beskriver albumet och Tintins utveckling från tidigare album. Dessutom berättar han om Hergés research. Wahlberg har även lagt in förklarande fotnoter.
Översättningen har granskats av Ted Thorngren.

### Exempel på skillnader i översättningen
Björn Wahlberg har utgått mer från det franska originalet, vilket lett till att språket blir mer beskrivande, och ofta innehåller textrutorna mer text.

### Castafiores juveler
I den tidigare översättningen säger kapten Haddock inledningsvis:
"..göken ropar i hans gröna dal... I rosens doft, där friden bar emellan berg och dal... Tintin fyll lungorna med denna vällukt, känn markens och skogens ångor, låt dem vederkvicka dig... I lantlig, stilla ro..."
I den nya översättningen har det blivit:
"Fåglarnas kvittrande!... Skogens alla blommor!... Dofterna!... Markens underbara vällukt!... Ta ett djupt andetag, Tintin. Fyll lungorna med denna rena och vederkvickande luft, så utsökt, så behaglig, så mousserande att man skulle kunna dricka den..."